# 厦门轨道交通1号线

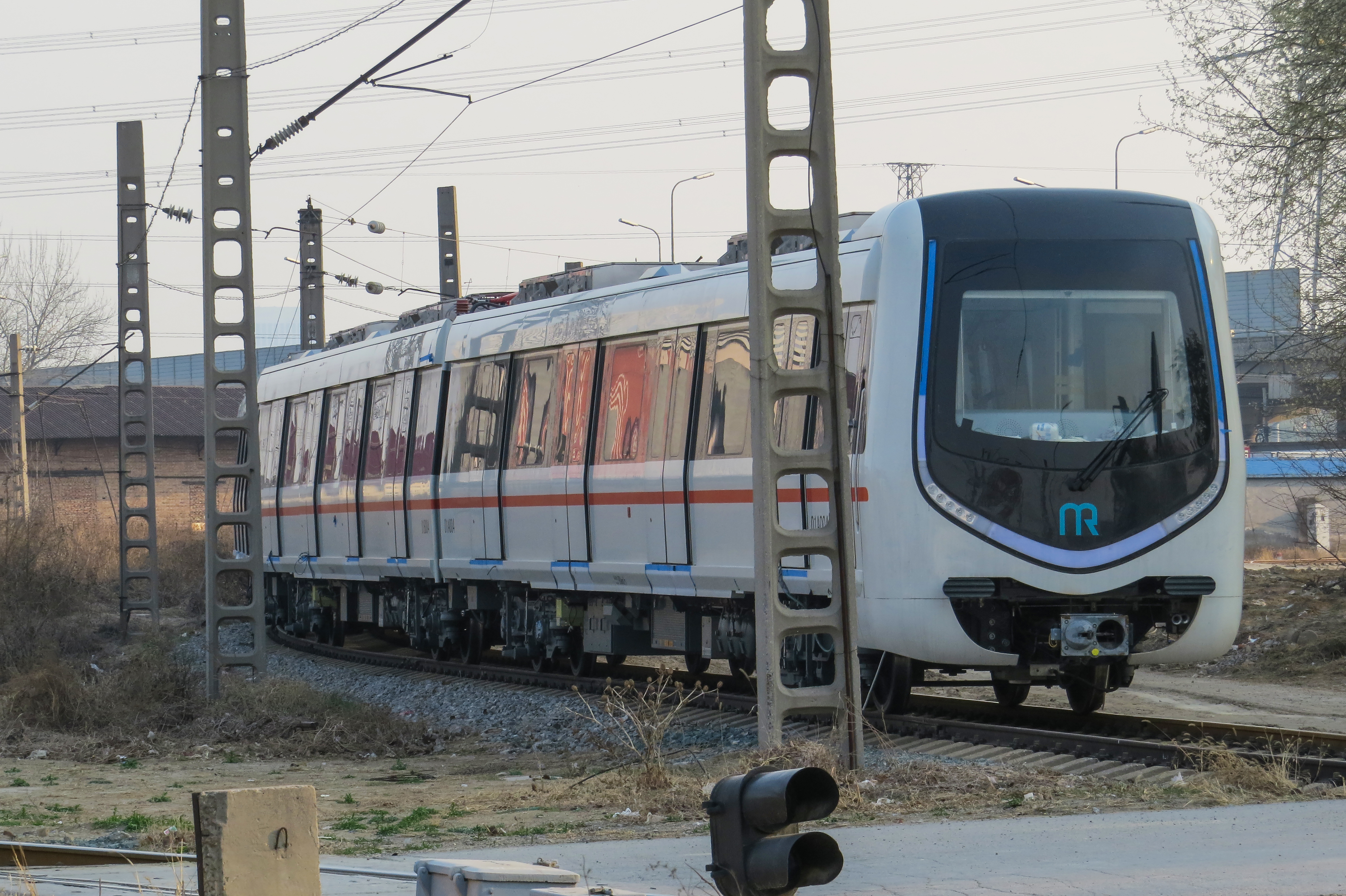
厦门轨道交通1号线列车在北京环行铁道

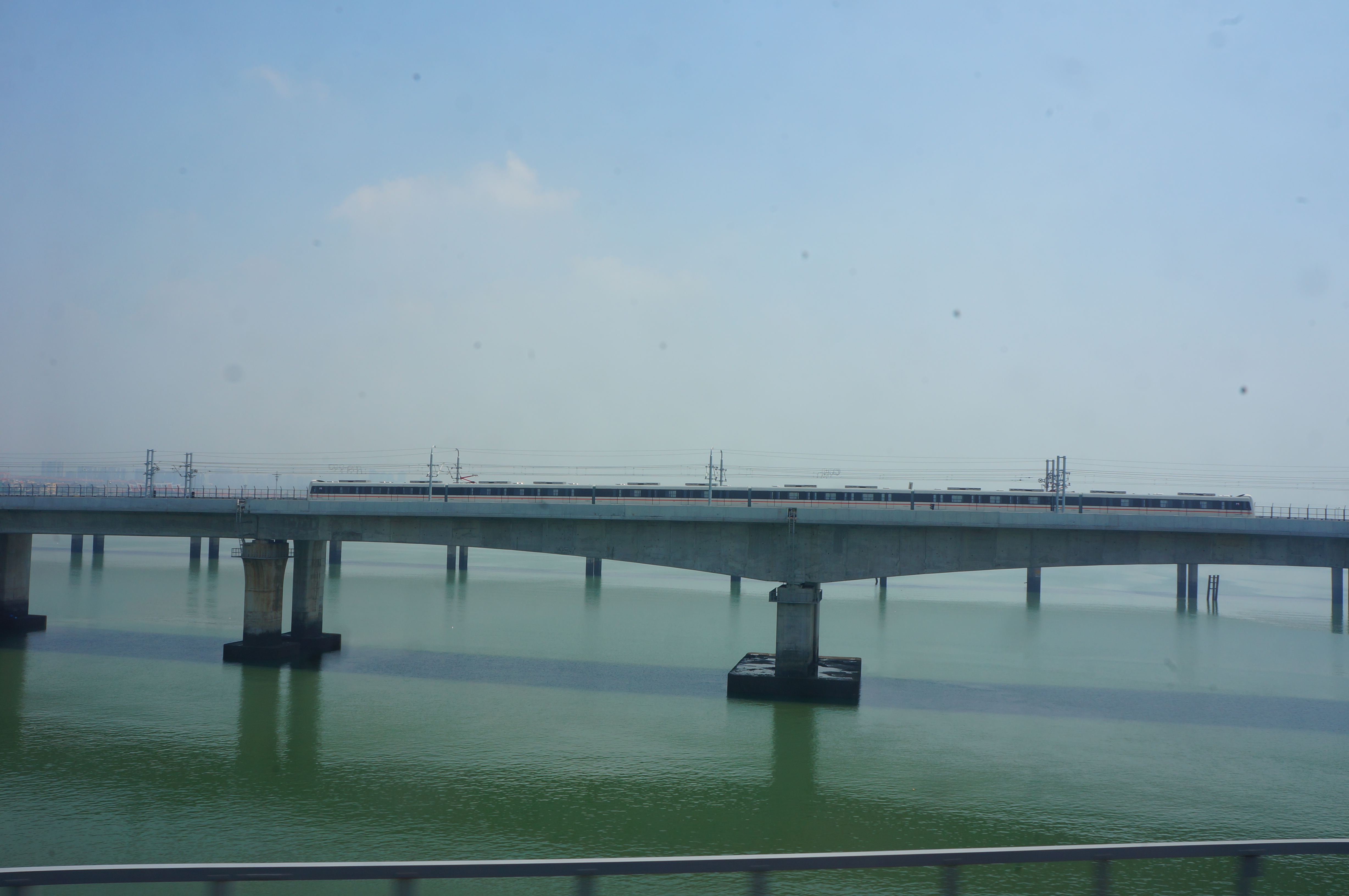
试运行中的列车（2017年8月）

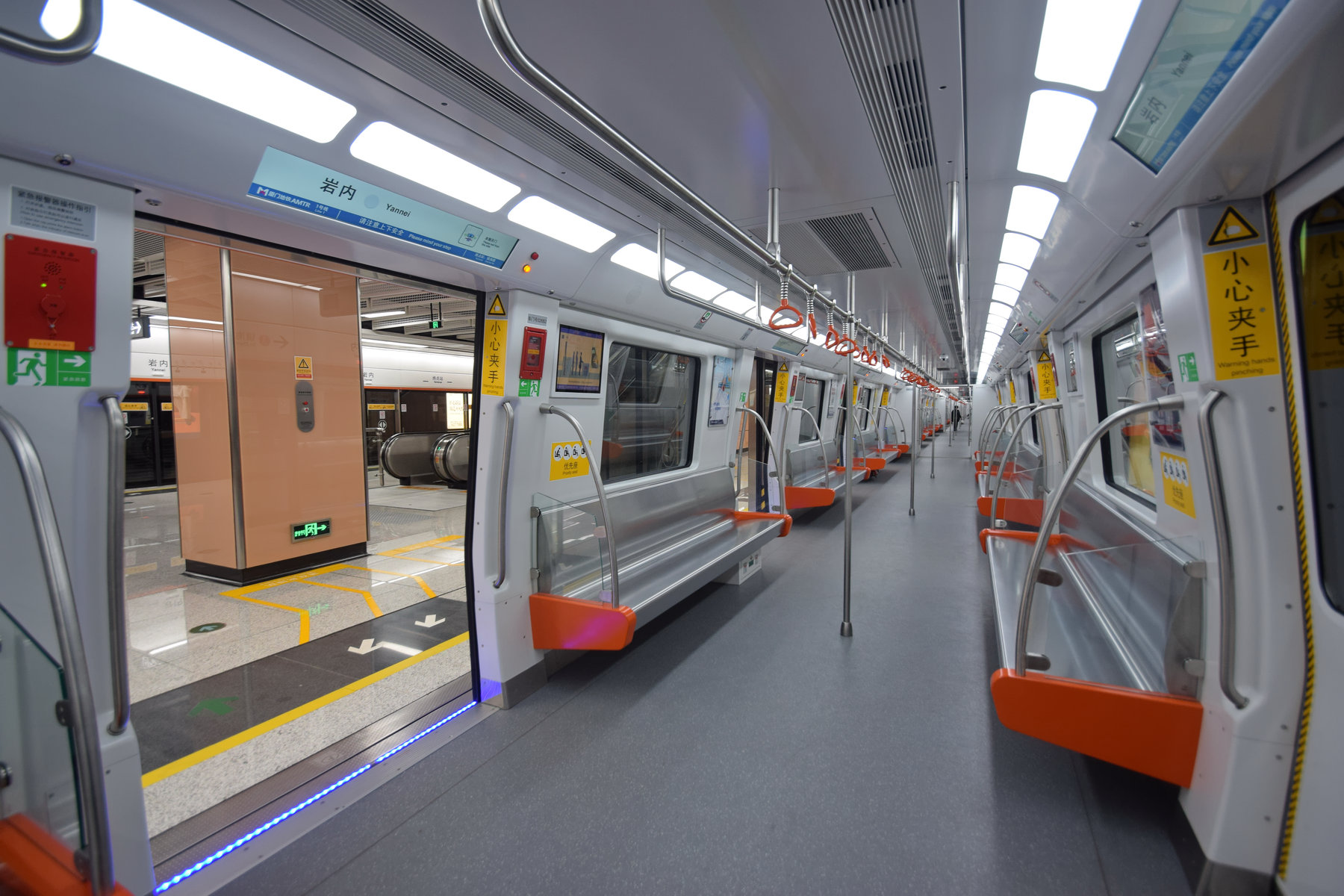
1号线列车车厢

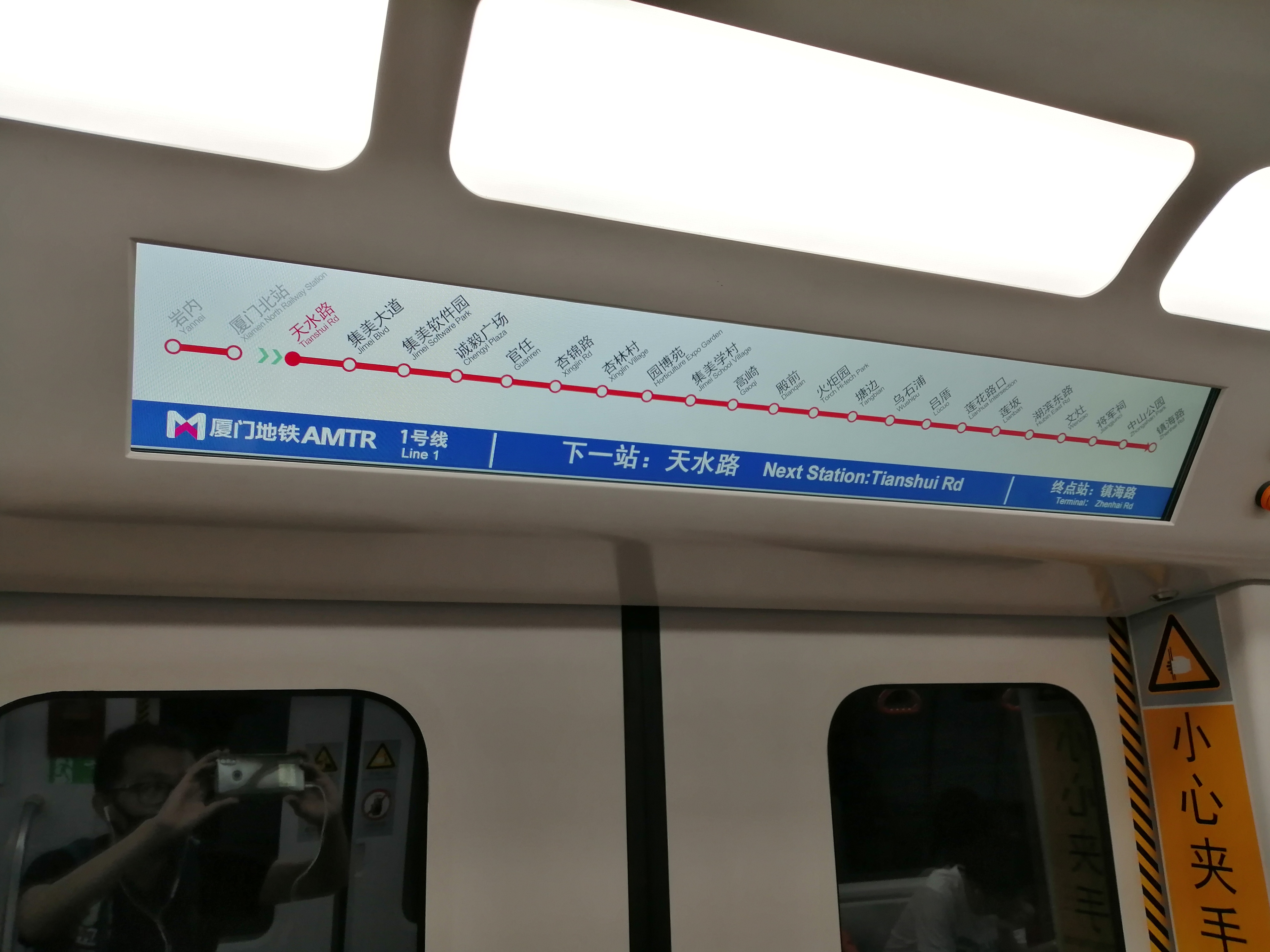
车厢内部的显示屏

厦门轨道交通1号线是中国福建省厦门市的一条城市轨道交通路线，亦是第一条通车的城市轨道交通路线。路线标识色为闽南红，标示符号为古厝。路线连接了集美区的岩内站至思明区的镇海路站，于2017年12月31日开通运营。

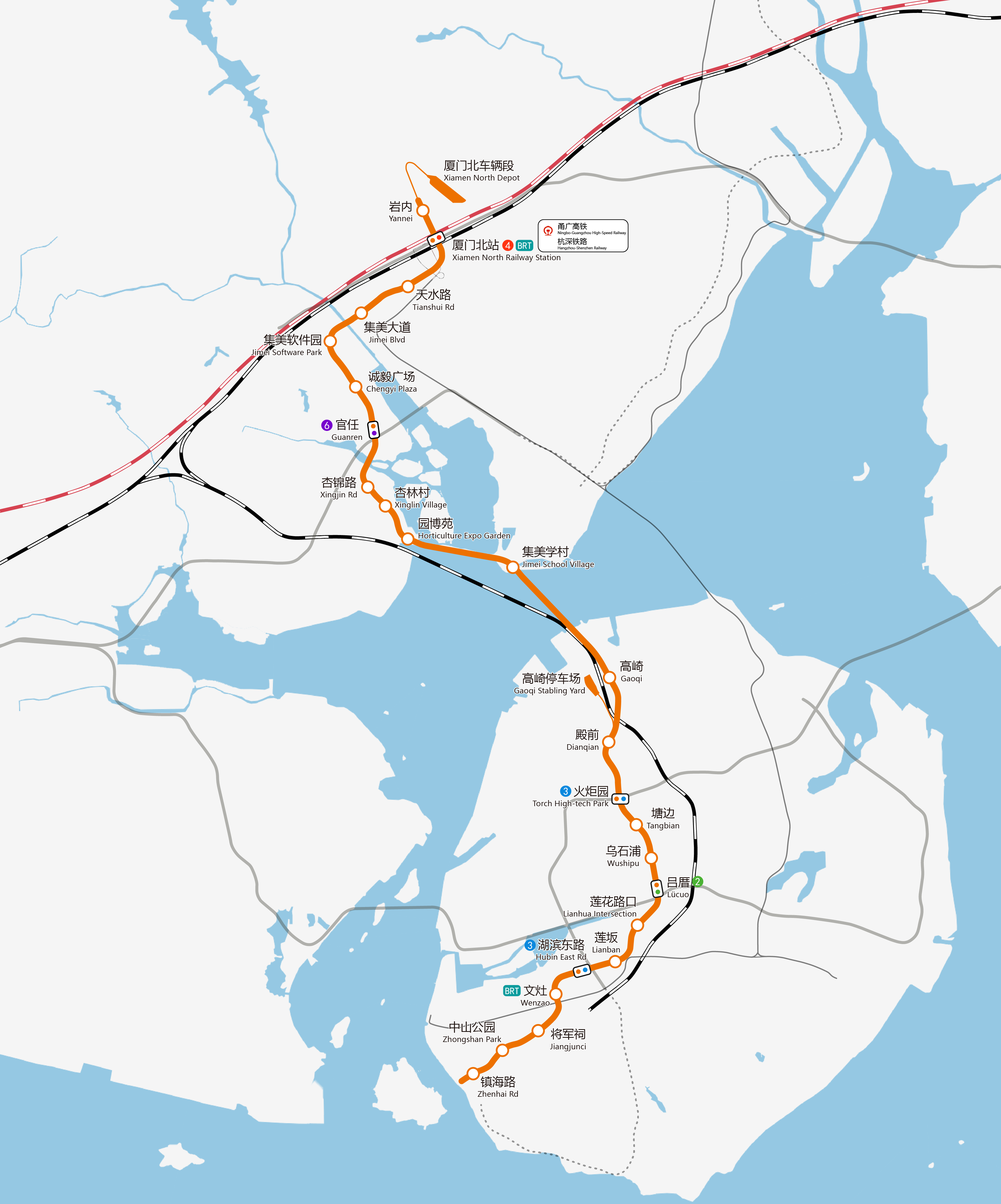
厦门地铁1号线实际走向图

## 概要
厦门轨道交通1号线是厦门轨道交通线网的首条路线，亦是线网的骨干路线之一。路线大致呈南北走向，由地下的岩內站起往南，于集美学村站途中转出地面，经以高架和地面方式通过南中国海后再转入地下，進入湖里区。其后再沿嘉禾路，转入思明区。经湖滨南路、湖滨中路、文园路、镇海路，到达南端终点站镇海路站。该线原计划经中山公园站后走至中山路，作为南端终点站，但遭文物保护爱好者反对，因此将南端终点站改为镇海路站。该线亦曾计划有通往灌口的支线，但后来亦取消。
路线全长30.3km，其中地下线25.6km，地面线1.9km，高架线2.8km。路线共设置车站24座，设置综合维修基地一座，停车场一座，主变电所两座，控制中心一座。列车采用六节编组中车唐山製B型车，最高运行速度80km/h，采用DC1500V接触网供电，配属车辆40列（240节）。该线路于2015年1月31日开工建设，于2019年12月25日开通运营。

## 歷史

### 建造
2012年9月5日，《厦门市城市轨道交通近期建设规划（2011年-2020年）》获国家发改委批准建设，1号线亦在规划中。10月22日，1号线第一期工程开始在国家环保部网站上进行环评公示，原计划建24个车站，並于2016年通车。2013年11月，厦门市轨道交通陆续宣佈1号线各车站开工建设。
2014年6月8日，1号线工程的首台盾构机于诚毅广场站始发。6月15日，因原线路遭文物保护爱好者反对，市发改委同意对1号线进行线位调整，其中中山路区域的局部线路调整至镇海路，杏林区域的局部线路调整至杏锦路。2015年8月12日，1号线所有站点全部展开施工。2017年3月12日，1号线全线洞通。

厦门地铁1号线线路图

### 营运
2017年10月6日，1号线进行试乘活动，24个站点全部免费开放供市民体验。12月31日，厦门地铁1号线开通试营运。开通至今的运营时间为每天的6:30至22:30。
2021年9月18日11:00起，因应2019冠状病毒病疫情防控需要，镇海路站、中山公园站关闭，列车运行期间缩短至将军祠站，直至10月1日恢复运营。

## 车站

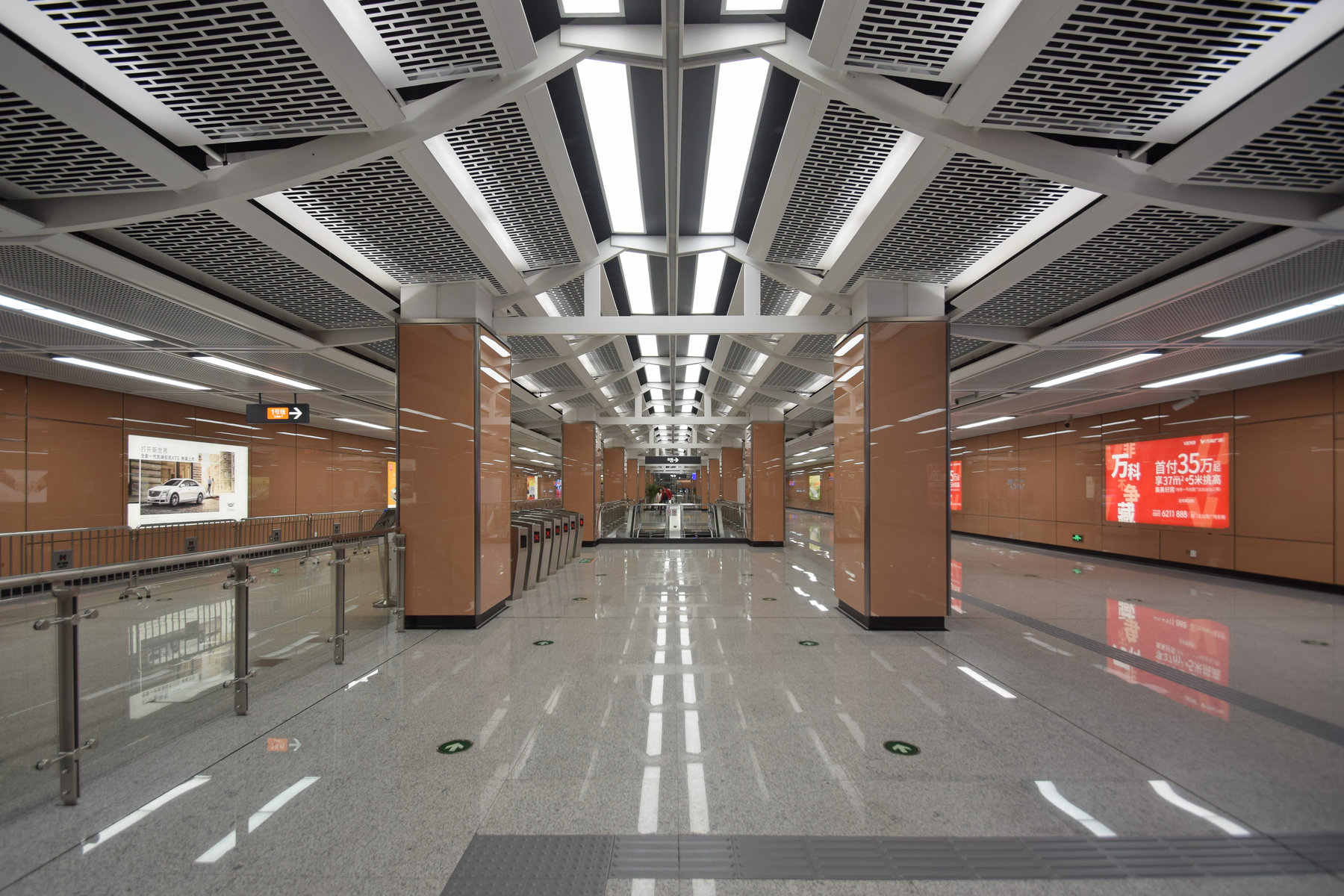
1号线典形站厅設計，圖為湖滨东路站

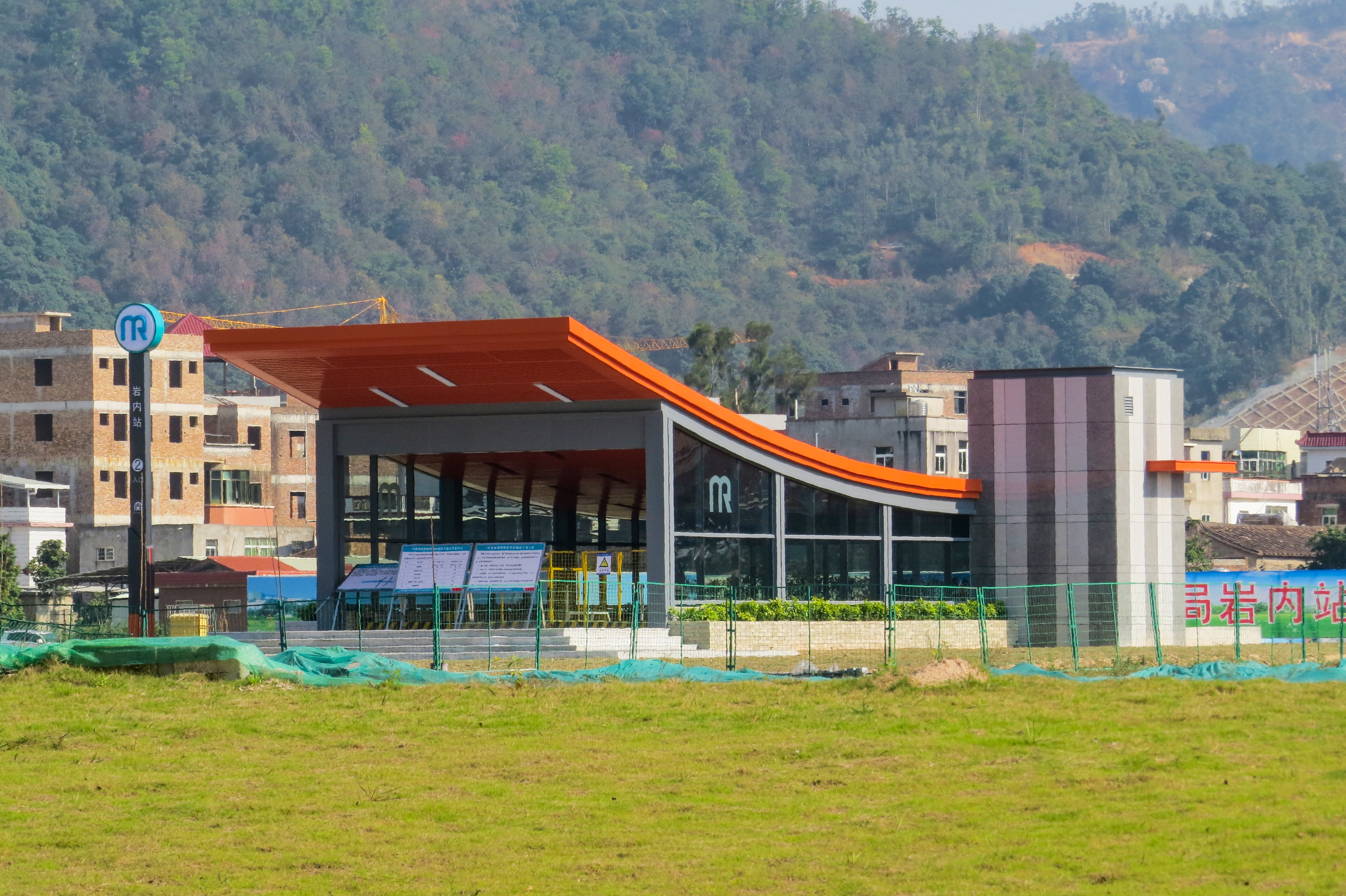
岩内站2号口

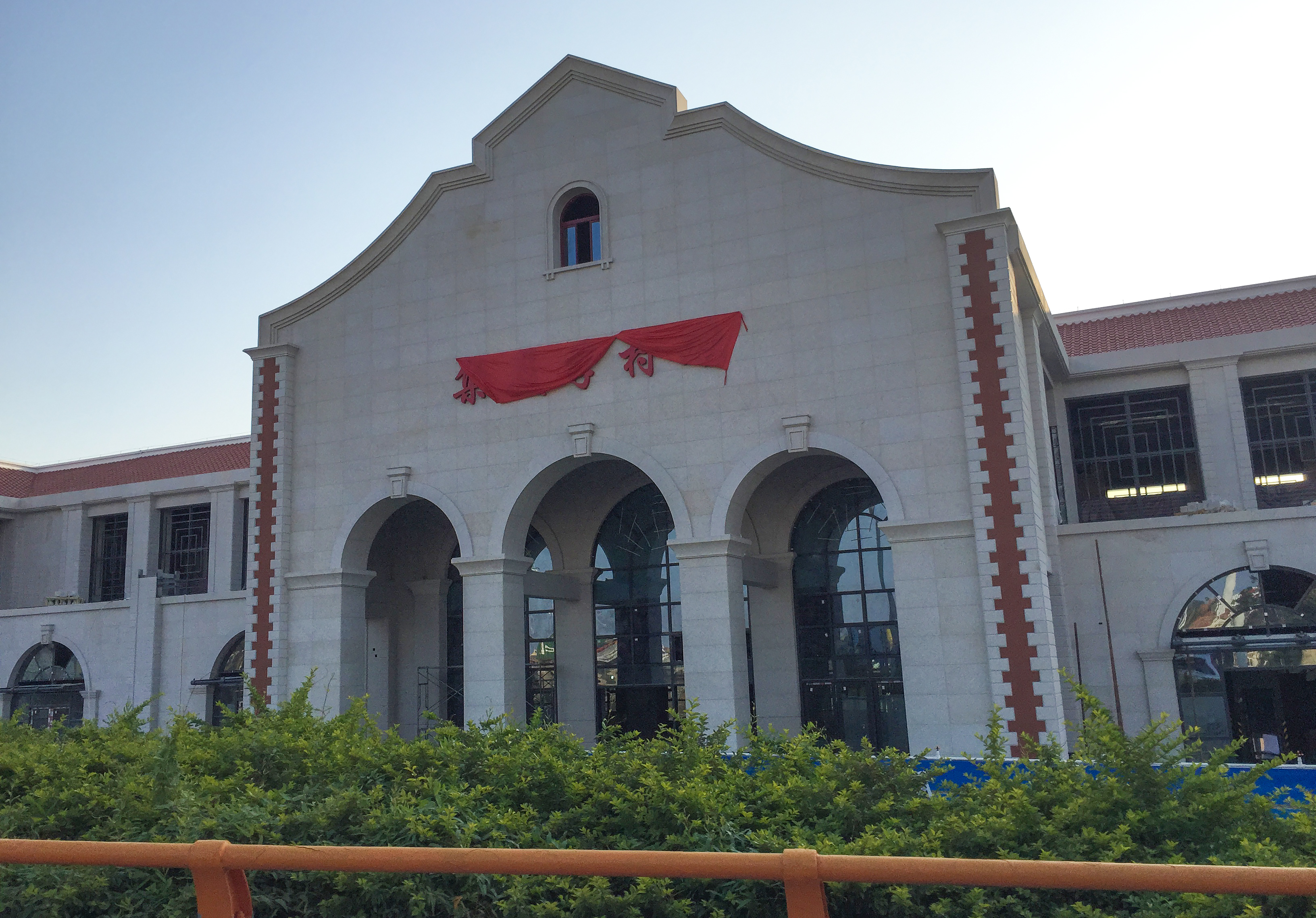
集美学村站是1号线唯一一个地上车站

|                           |                              |                  |                |          |                            |                |
| 厦门轨道交通1号线车站列表 |                              |                  |                |          |                            |                |
| 车站名称                  | 英文名                       | 车站类型         | 与前站距（米） | 站点位置 | 换乘线路                   | 开通日期       |
| 岩内                      | Yannei                       | 地下二层岛式站台 | -              | 集美区   |                            | 2017年12月31日 |
| 厦门北站                  | Xiamen North Railway Station | 地下一层侧式站台 | 808            | 集美区   | █ 4号线 （在建）           | 2017年12月31日 |
| 天水路                    | Tianshui Rd                  | 地下二层岛式站台 | 1688           | 集美区   | █ 10号线 （规划）          | 2017年12月31日 |
| 集美大道                  | Jimei Blvd                   | 地下二层岛式站台 | 1309           | 集美区   |                            | 2017年12月31日 |
| 集美软件园                | Jimei Software Park          | 地下二层岛式站台 | 1094           | 集美区   |                            | 2017年12月31日 |
| 诚毅广场                  | Chengyi Plaza                | 地下二层岛式站台 | 1312           | 集美区   |                            | 2017年12月31日 |
| 官任                      | Guanren                      | 地下二层岛式站台 | 1262           | 集美区   | █ 6号线 （在建）           | 2017年12月31日 |
| 杏锦路                    | Xingjin Rd                   | 地下二层岛式站台 | 1402           | 集美区   |                            | 2017年12月31日 |
| 杏林村                    | Xinglin Village              | 地下二层岛式站台 | 653            | 集美区   |                            | 2017年12月31日 |
| 园博苑                    | Horticulture Expo Garden     | 地下一层岛式站台 | 1017           | 集美区   |                            | 2017年12月31日 |
| 集美学村                  | Jimei School Village         | 高架二层岛式站台 | 2698           | 集美区   |                            | 2017年12月31日 |
| 高崎                      | Gaoqi                        | 地下二层岛式站台 | 3846           | 湖里区   | █ 7号线 （规划）           | 2017年12月31日 |
| 殿前                      | Dianqian                     | 地下二层岛式站台 | 1505           | 湖里区   |                            | 2017年12月31日 |
| 火炬园                    | Torch Hi-Tech Park           | 地下二层岛式站台 | 1510           | 湖里区   | █ 3号线                    | 2017年12月31日 |
| 塘边                      | Tangbian                     | 地下二层岛式站台 | 783            | 湖里区   | █ 8号线 （规划）           | 2017年12月31日 |
| 乌石浦                    | Wushipu                      | 地下二层岛式站台 | 942            | 湖里区   |                            | 2017年12月31日 |
| 吕厝                      | Lücuo                        | 地下二层岛式站台 | 876            | 思明区   | █ 2号线                    | 2017年12月31日 |
| 莲花路口                  | Lianhua Intersection         | 地下二层岛式站台 | 1005           | 思明区   |                            | 2017年12月31日 |
| 莲坂                      | Lianban                      | 地下二层岛式站台 | 1075           | 思明区   |                            | 2017年12月31日 |
| 湖滨东路                  | Hubin East Rd                | 地下二层岛式站台 | 624            | 思明区   | █ 3号线                    | 2017年12月31日 |
| 文灶                      | Wenzao                       | 地下二层岛式站台 | 1389           | 思明区   | █ 10号线 （规划）(BRT改建) | 2017年12月31日 |
| 将军祠                    | Jiangjunci                   | 地下二层岛式站台 | 907            | 思明区   |                            | 2017年12月31日 |
| 中山公园                  | Zhongshan Park               | 地下二层岛式站台 | 1187           | 思明区   |                            | 2017年12月31日 |
| 镇海路                    | Zhenhai Rd                   | 地下二层侧式站台 | 920            | 思明区   | █ 7号线 （规划）           | 2017年12月31日 |

## 事故

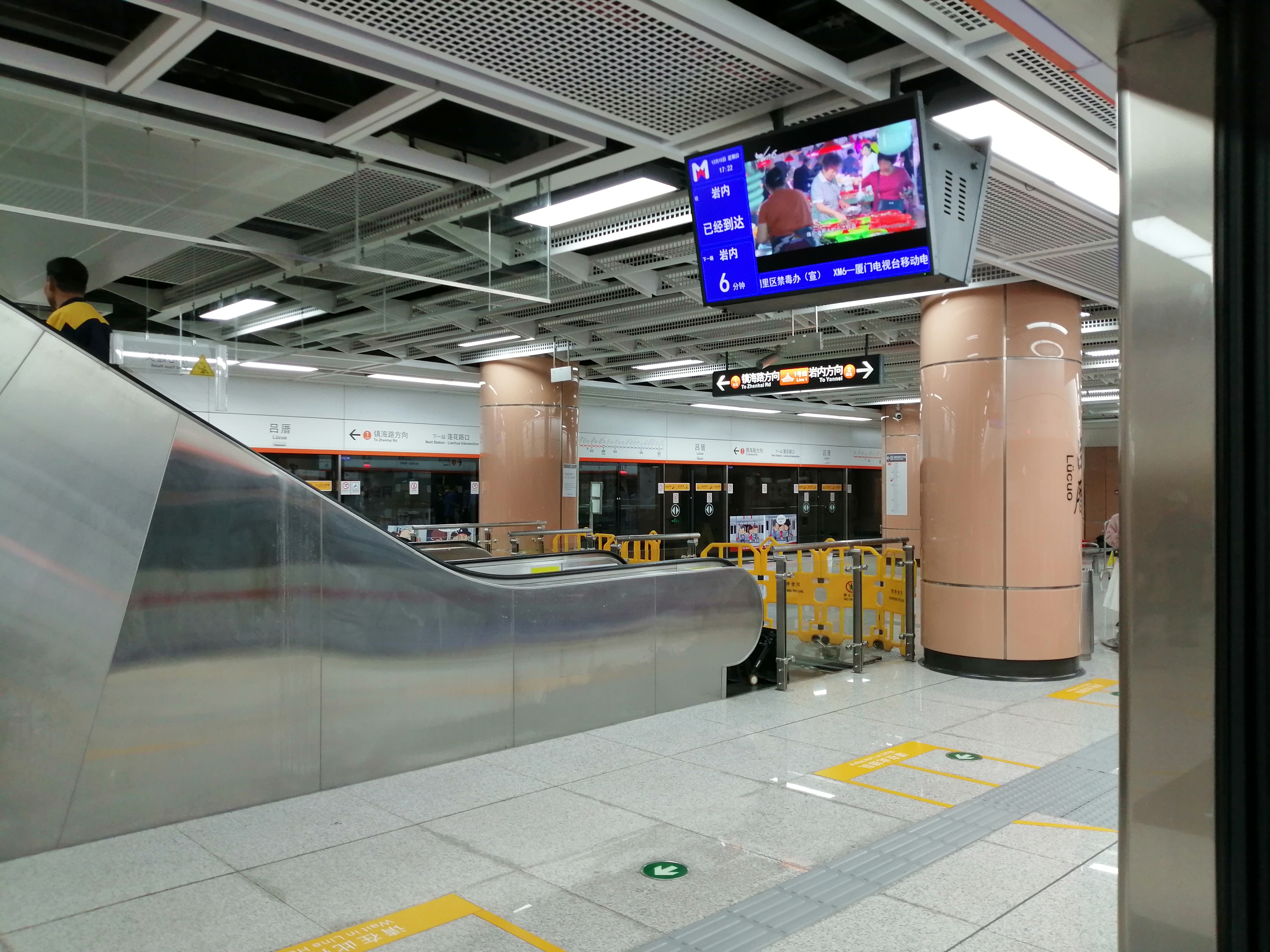
2019年12月15日，吕厝站部分手扶电梯仍暂停服务

2019年12月12日晚間21點52分，與二號線交會的呂厝站路面發生大規模坍塌，大量泥水沖入站內，造成多輛汽車跌入坑中。事发后，吕厝站车站关闭暂停服务。次日，1号线临时变更为“两端分段运营+中间公交接驳”的通行方式，莲坂站、莲花路口站、乌石浦站和塘边站亦暂停服务。11时06分，1号线全线恢复运营。在此之前，吕厝站附近水管已多次发生破裂事故：2017年10月1日19时许，厦门水务集团调度中心接到吕厝站点围挡内破管信息，经确认系因外部施工导致管道破损。
12月16日，厦门市建设局通报，事故主要原因为该项目施工过程中临时格构立柱承重超负荷，导致失稳，造成局部顶板瞬间坍塌。